# 埼玉県道355号中瀬普済寺線
埼玉県道355号中瀬普済寺線（さいたまけんどう355ごう なかぜふさいじせん）は、埼玉県深谷市内を通過する一般県道である。

## 概要

### 路線データ
- 総延長：4.7km[1]
- 実延長：4.7km[1]

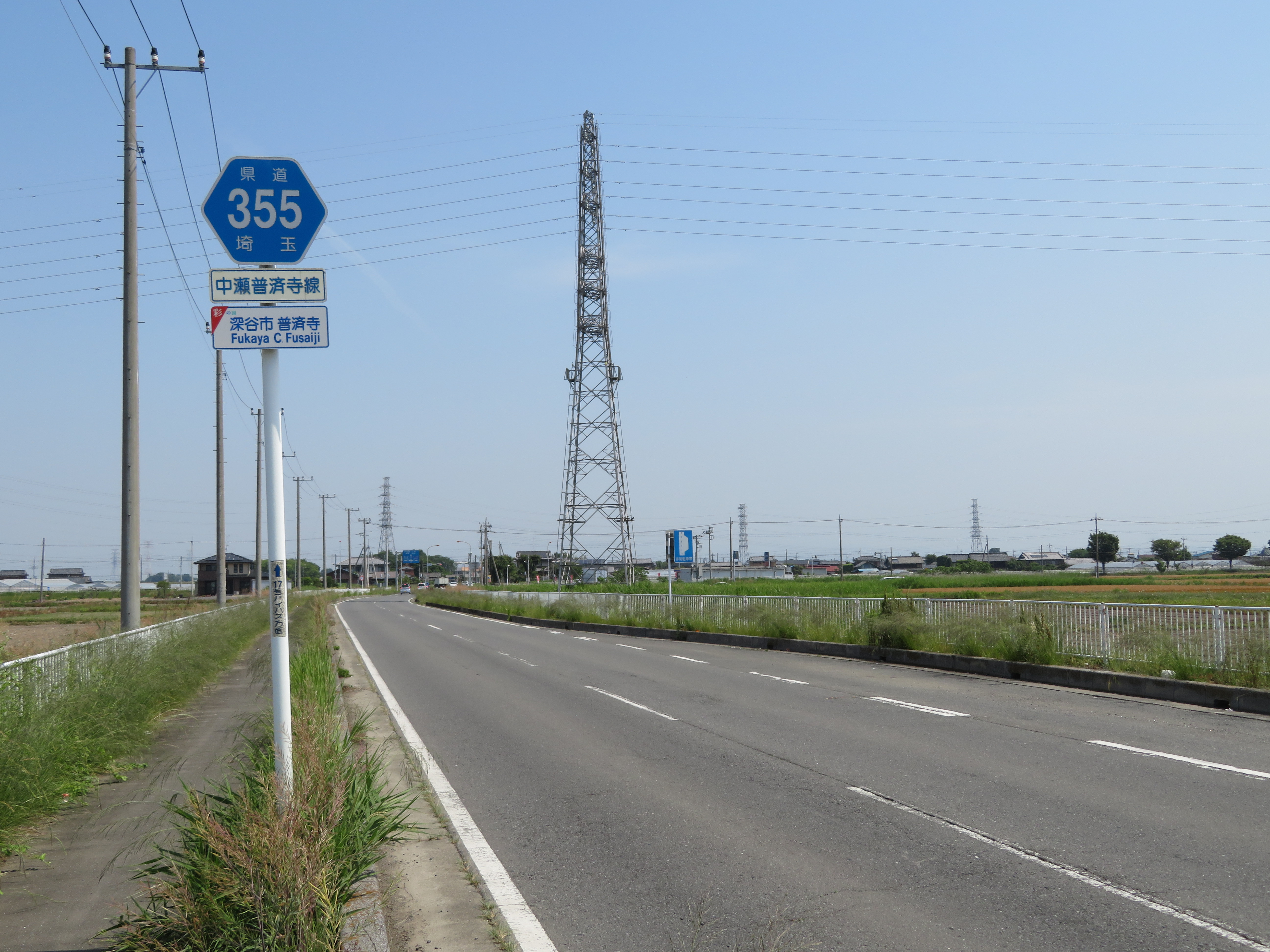
深谷市普済寺付近

- 起点：埼玉県深谷市中瀬（埼玉県道14号伊勢崎深谷線交点）
- 終点：埼玉県深谷市普済寺（普済寺交差点＝国道17号交点）

### 交通量
24時間自動車類交通量（台/日）
- 深谷市矢島：4,813

## 地理

### 通過する自治体
- 埼玉県
  - 深谷市

### 交差する道路
| 交差する道路                                 | 交差する道路             | 交差点名     | 所在地 |
| -------------------------------------------- | ------------------------ | ------------ | ------ |
| 埼玉県道14号伊勢崎深谷線                     | 埼玉県道14号伊勢崎深谷線 | （中瀬地内） | 深谷市 |
| 埼玉県道45号本庄妻沼線                       | 埼玉県道45号本庄妻沼線   | 血洗島       | 深谷市 |
| 国道17号（深谷バイパス）                     | 国道17号（深谷バイパス） | 矢島         | 深谷市 |
| 国道17号（中山道）                           | 国道17号（中山道）       | 普済寺       | 深谷市 |
| 埼玉県道352号児玉町蛭川普済寺線 岡部市街方面 |                          |              |        |

### 沿線の施設
- 青淵公園
- 矢島神明社
- 普済寺